# Comisario europeo de Energía
El comisario de Energía es el miembro de la Comisión Europea que ostenta la responsabilidad de la cartera sobre los asuntos relativos al abastecimiento y fuentes de energía, a la seguridad y autonomía energética y a la energía atómica –en este caso a través de los mecanismos de la Comunidad Europea de la Energía Atómica (Euratom)–. Es, por lo tanto, el encargado de articular y promover una política energética común para la Unión Europea, así como de impulsar la composición de un libre mercado europeo de la energía.
El comisario de Energía dispone a su servicio de la Dirección General de Energía de la Comisión.
Actualmente, en la Comisión Von der Leyen, ocupa la cartera Kadri Simson.

## Lista de Comisarios
| Comisión                 | Inicio                   | Fin                    | Nombre            | País     | Partido |
| Rey                      |                          |                        |                   |          |         |
| ------------------------ | ------------------------ | ---------------------- | ----------------- | -------- | ------- |
| Rey                      | 2 de julio de 1967       | 30 de junio de 1970    | Wilhelm Haferkamp | Alemania | ind.    |
| Malfatti                 |                          |                        |                   |          |         |
| 1 de julio de 1970       | 21 de marzo de 1972      | Wilhelm Haferkamp      | Alemania          | ind.     |         |
| Mansholt                 |                          |                        |                   |          |         |
| 22 de marzo de 1972      | 5 de enero de 1973       | Wilhelm Haferkamp      | Alemania          | ind.     |         |
| Ortoli                   |                          |                        |                   |          |         |
| 6 de enero de 1973       | 5 de enero de 1977       | Henri François Simonet | Bélgica           | PS       |         |
| Jenkins                  |                          |                        |                   |          |         |
| 6 de enero de 1977       | 5 de enero de 1981       | Lorenzo Natali         | Italia            | CDI      |         |
| 6 de enero de 1977       | 5 de enero de 1981       | Guido Brunner          | Alemania          | FDP      |         |
| Thorn                    |                          |                        |                   |          |         |
| 6 de enero de 1981       | 5 de enero de 1985       | Étienne Davignon       | Bélgica           | ind.     |         |
| 6 de enero de 1981       | 5 de enero de 1985       | Wilhelm Haferkamp      | Alemania          | SPD      |         |
| 6 de enero de 1981       | 5 de enero de 1985       | Karl-Heinz Narjes      | Alemania          | ind.     |         |
| Delors I                 |                          |                        |                   |          |         |
| 6 de enero de 1985       | 5 de enero de 1989       | Nicolas Mosar          | Luxemburgo        | CSV      |         |
| Delors II                |                          |                        |                   |          |         |
| 6 de enero de 1989       | 5 de enero de 1993       | António Cardoso        | Portugal          | PSD      |         |
| 6 de enero de 1989       | 5 de enero de 1993       | Carlo Ripa di Meana    | Italia            | PSI      |         |
| Delors III               |                          |                        |                   |          |         |
| 6 de enero de 1993       | abril de 1994            | Abel Matutes           | España            | PP       |         |
| abril de 1994            | 22 de enero de 1995      | Marcelino Oreja        | España            | PP       |         |
| Santer                   |                          |                        |                   |          |         |
| 23 de enero de 1995      | 15 de marzo de 1999      | Christos Papoutsis     | Grecia            | PASOK    |         |
| Marín                    |                          |                        |                   |          |         |
| 16 de marzo de 1999      | 15 de septiembre de 1999 | Christos Papoutsis     | Grecia            | PASOK    |         |
| Prodi                    |                          |                        |                   |          |         |
| 16 de septiembre de 1999 | 21 de noviembre de 2004  | Loyola de Palacio      | España            | PP       |         |
| Barroso I                |                          |                        |                   |          |         |
| 22 de noviembre de 2004  | 9 de febrero de 2010     | Andris Piebalgs        | Letonia           | ind.     |         |
| Barroso II               |                          |                        |                   |          |         |
| 9 de febrero de 2010     | 1 de julio de 2014       | Günther Oettinger      | Alemania          | CDU      |         |
| Juncker                  |                          |                        |                   |          |         |
| 1 de noviembre de 2014   | 1 de noviembre de 2019   | Miguel Arias Cañete    | España            | PP       |         |

Leyenda:
     Izquierda / ideología socialista
     liberal
     Derecha / ideología conservadora